# Bucinobanten
Die Bucinobanten (lateinisch Bucinobantes) waren ein spätantiker alamannischer Stamm im Mainmündungsgebiet bei Mogontiacum (heute Mainz).

## Geschichte

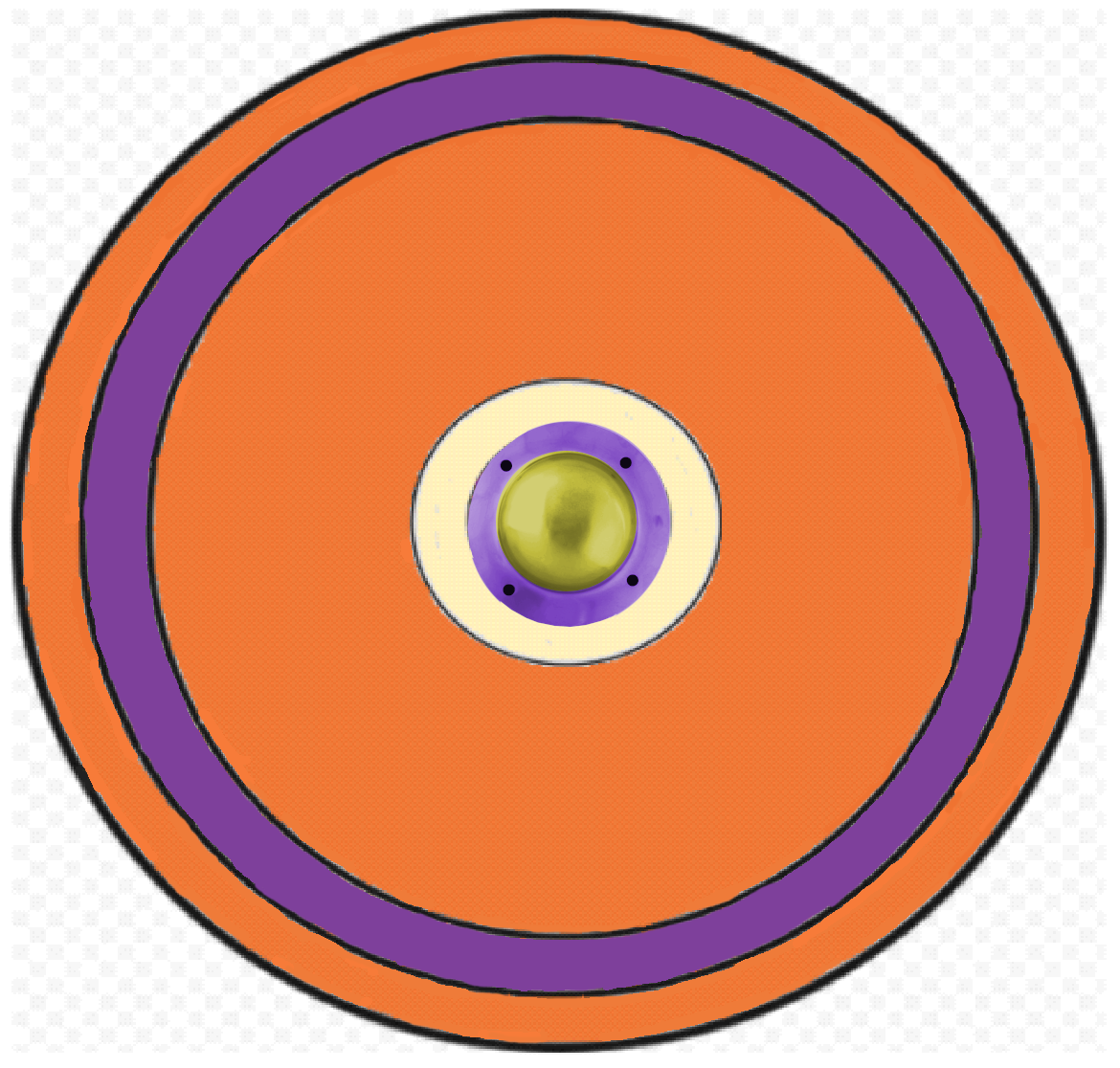
Schildzeichen der Buconibantes (Auxilia palatina) im spätrömischen Feldheer des Magister militum praesentalis II

Der römische Chronist Ammianus Marcellinus berichtet, dass der Caesar des Westens, Julian, im Jahr 359 bei Mainz mit seiner Armee den Rhein überschritt und mehrere alamannische Stammesführer, darunter den Gaukönig der Bucinobanten, Makrian, zum Abschluss von Friedensverträgen zwang.
Aufgrund andauernder Einfälle ins Römische Reich schlug im Jahr 370 ein Versuch Kaiser Valentinians I. fehl, während einer Strafexpedition Makrian mit Hilfe der Burgunden gefangen zu nehmen. Er wurde daraufhin vom Kaiser abgesetzt. Der an seiner statt eingesetzte Fraomar konnte sich jedoch bei den Bucinobanten nicht durchsetzen, so dass mit Makrian im Jahre 371 ein Bündnisvertrag geschlossen werden musste.
Im Jahr 372 wurde der bukinobantische Fürst Bitherid von Kaiser Valentinian I. als Truppenführer im römischen Heer eingesetzt.

## Etymologie
Für den vorderen Namensteil von Bucinobanten gibt es verschiedene Deutungs- und Ableitungsvorschläge: Buchen-, Hecken- oder Gebück-. Der hintere Namensteil leitet sich von der germanischen Raumbezeichnung bant („Land/Bereich“) ab. Eine Übertragung des Namens könnte „Die im Buchenbant Heimischen“ bedeuten. Der Name hat sich in der hessischen Landschaft Buchengau erhalten.

## Antike Quellen
- Ammianus Marcellinus 29,4
- Notitia dignitatum